# Đài nguyên

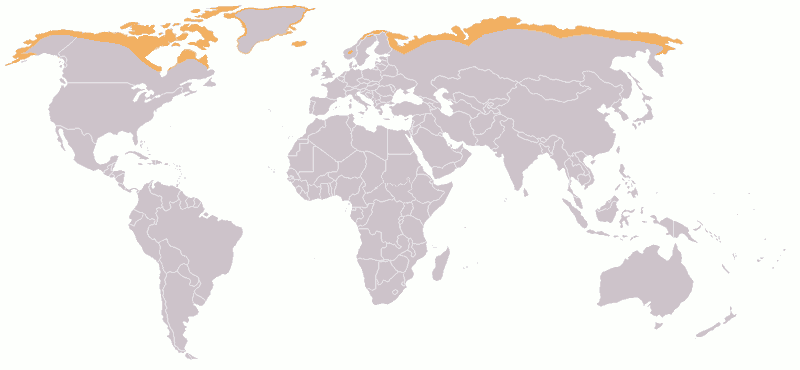
Bản đồ đài nguyên Bắc Cực

Trong địa lý tự nhiên, đài nguyên, lãnh nguyên hay đồng rêu là một quần xã sinh vật trong đó sự phát triển của cây gỗ bị cản trở do nhiệt độ thấp và mùa sinh trưởng ngắn. Thuật ngữ tundra có nguồn gốc từ tiếng Sami Kildin tūndâr, nghĩa là "vùng bình nguyên không cây gỗ", nhưng có nguồn cho rằng nó có nguồn gốc từ tunturi trong tiếng Phần Lan, nghĩa là vùng đất cao trần trụi không cây gỗ. Từ đài nguyên có nguồn gốc Hán-Việt (苔原), nghĩa là đồng bằng rêu. Từ lãnh nguyên (冷原) nghĩa là đồng bằng lạnh lẽo. Có các kiểu đài nguyên sau: đài nguyên vùng cực (bao gồm đài nguyên Bắc cực và đài nguyên Nam cực) và đài nguyên núi cao. Tuy nhiên, có kiểu phân chia khác, của người Nga, bổ sung thêm kiểu đài nguyên điển hình hay đài nguyên trung gian. Trong đài nguyên, thảm thực vật chủ yếu bao gồm rêu, địa y, cây bụi thấp lùn, cói, lác và cỏ. Trong một số đài nguyên cũng xuất hiện thưa thớt các cây gỗ. Khu vực ranh giới sinh học giữa đài nguyên và rừng được biết đến như là đường cây thân gỗ (hay đới núi cao).

## Đài nguyên Bắc cực

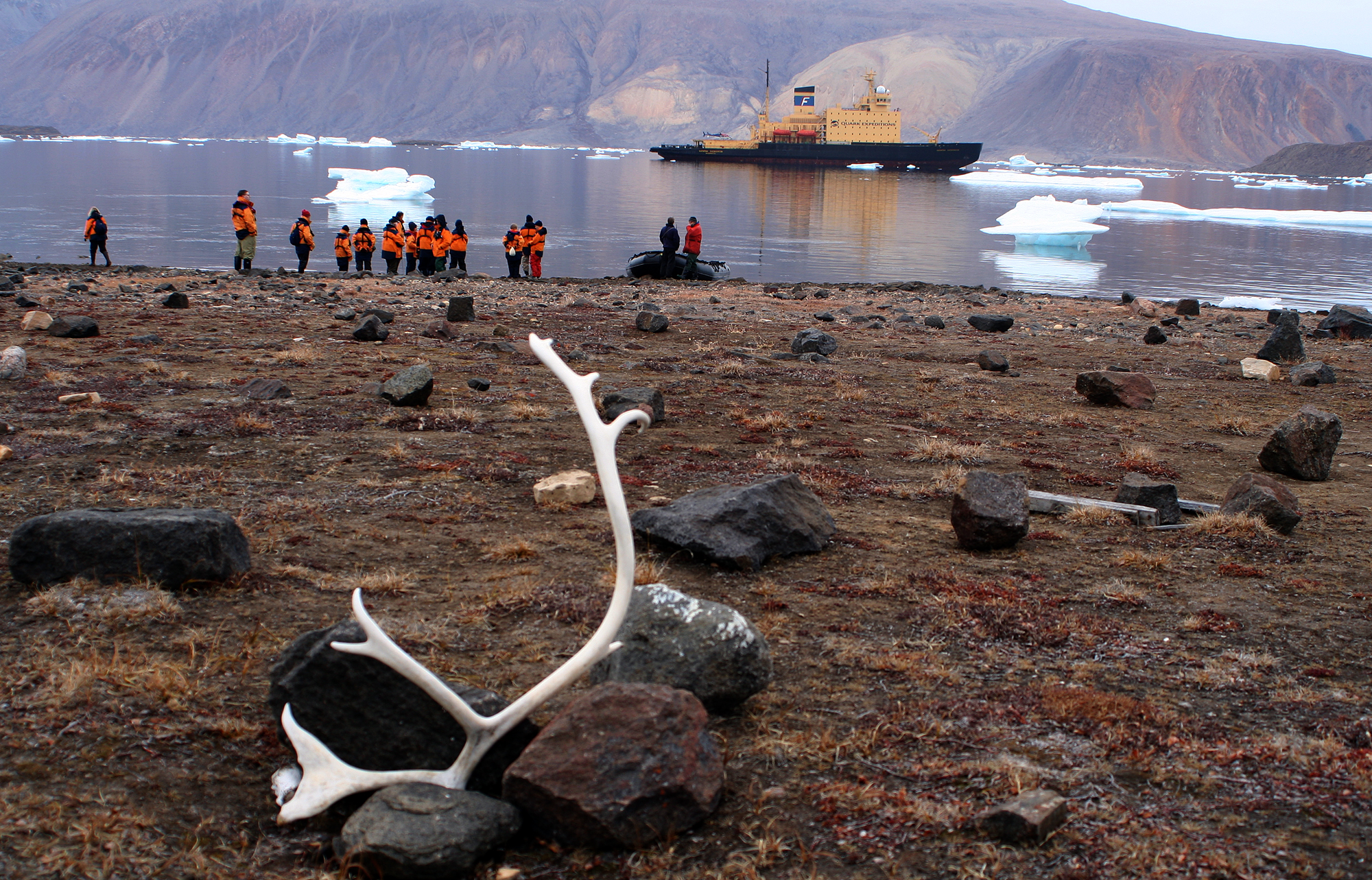
Đài nguyên tại Greenland

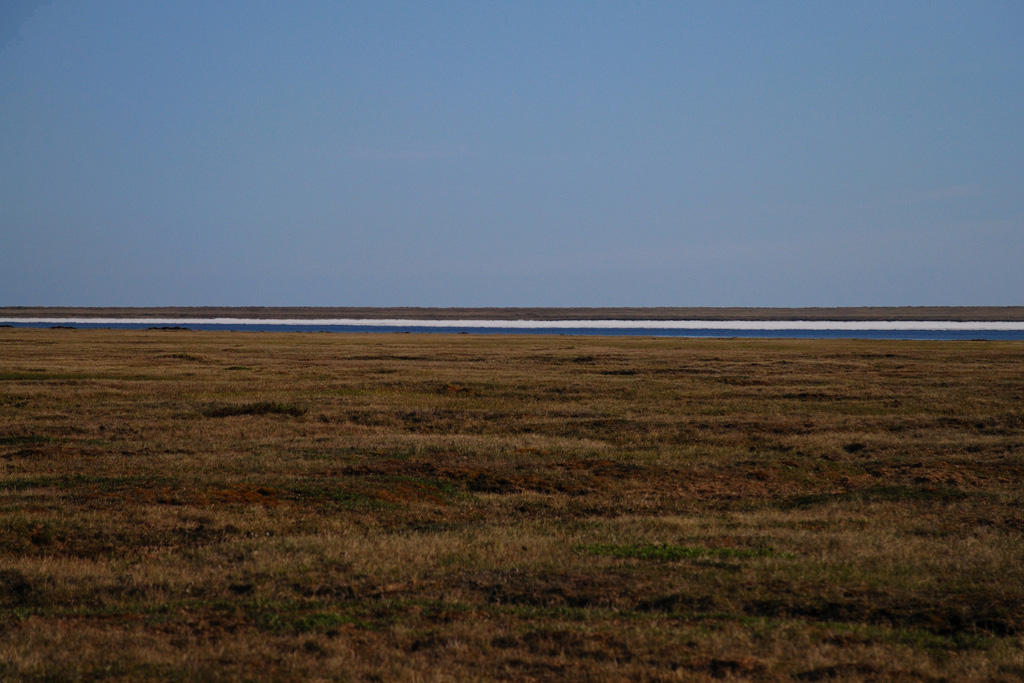
Đài nguyên tại Alaska vào tháng 7

Đài nguyên Bắc cực tồn tại ở các vĩ độ cao của Bắc bán cầu, phía bắc dải rừng taiga. Từ "tundra" thông thường chỉ được dùng để chỉ các khu vực trong đó lớp đất cận bề mặt là đất đóng băng vĩnh cửu. Nó cũng có thể chỉ tới khu vực đồng bằng tại các vĩ độ cao và không cây gỗ nói chung, vì thế miền bắc Sápmi cũng có thể được gộp vào). Đài nguyên vùng đất đóng băng vĩnh cửu bao gồm các khu vực rộng lớn tại miền bắc Nga và Canada. Đài nguyên vùng cực là quê hương của nhiều dân tộc chủ yếu sống du cư bằng nghề chăn nuôi tuần lộc, như người Nganasan và người Nenet trong khu vực băng giá vĩnh cửu (và người Sami tại Sápmi).
Đài nguyên Bắc cực là một khu vực rộng mênh mông với cảnh quan hoang vu lạnh lẽo, phần lớn thời gian của năm bị đóng băng. Đất ở đây bị đóng băng từ 25–90 cm (9,8–35,4 inch) sâu xuống phía dưới bề mặt và vì thế nó cản trở không cho cây gỗ phát triển. Thay vì thế, vùng đất đá trần trụi này chỉ hỗ trợ cho sự phát triển của các loài thực vật mọc thấp như rêu, địa y và thạch nam. Trong khu vực đài nguyên vùng cực chỉ có 2 mùa chính là mùa đông và mùa hè. Trong mùa đông thời tiết rất lạnh và khắc nghiệt, tối trời, với nhiệt độ trung bình khoảng -28 °C (-18,4 °F), đôi khi hạ thấp xuống dưới -50 °C (-58 °F). Tuy nhiên, nhiệt độ cực thấp trên đài nguyên không hạ xuống quá thấp như ở khu vực taiga xa hơn về phía nam (chẳng hạn, các nhiệt độ thấp nhất tại Nga và Canada được ghi nhận tại các điểm ở phía nam đường cây thân gỗ). Trong mùa hè, nhiệt độ nâng lên một chút và lớp trên cùng của tầng băng giá vĩnh cửu bị tan chảy, để lại mặt đất cực kỳ sũng nước. Đài nguyên bị che phủ trong các đầm lầy, hồ, bãi than bùn và các con suối trong các tháng ấm áp. Nói chung nhiệt độ thời gian ban ngày trong các tháng ấm áp này lên tới khoảng 12 °C (54 °F) nhưng thường hay hạ xuống khoảng 3 °C (37 °F) hay thậm chí thấp hơn điểm đóng băng. Các đài nguyên Bắc cực đôi khi là đối tượng của các chương trình bảo tồn sinh thái. Tại Canada và Nga, nhiều khu vực đài nguyên được bảo vệ thông qua các kế hoạch hành động đa dạng sinh học quốc gia.
Lãnh nguyên là khu vực lộng gió, với gió thường thổi với tốc độ lên tới 48–97 km/h (30–60 dặm Anh/h). Tuy nhiên, về lượng giáng thủy thì nó là tương tự như sa mạc, với chỉ khoảng 150–250 mm (6–10 inch) giáng thủy mỗi năm, với mùa hè thường là mùa có lượng giáng thủy tối đa. Trong mùa hè, băng giá vĩnh cửu bị tan đủ để cho cây cối mọc lên và sinh sản, nhưng do lớp đất phía dưới vẫn bị đóng băng nên nước không thể chìm xuống và thẩm thấu thấp hơn, và vì thế nước tạo thành các hồ và đầm lầy trong các tháng mùa hè. Mặc dù lượng giáng thủy thấp, nhưng lượng nước bốc hơi cũng tương đối tối thiểu.
Sự đa dạng sinh học của đài nguyên là thấp: Khoảng 1.700 loài thực vật có mạch và chỉ 48 loài động vật có vú sống trên đất liền được tìm thấy ở đây, cho dù hàng nghìn loài côn trùng và chim di cư tới đây mỗi năm để tìm kiếm thức ăn và sinh sản ven đầm lầy. Ở đây cũng có một số loài cá, như cá bơn. Chỉ một ít loài có các quần thể lớn. Các động vật đáng chú ý có tuần lộc, bò xạ, thỏ Bắc cực, cáo Bắc cực, cú tuyết, lemmut và gấu trắng Bắc cực (chỉ ở vùng vĩ độ cực cao về phía bắc).
Do khí hậu khắc nghiệt của đài nguyên Bắc cực, các khu vực kiểu này có ít các hoạt động của con người, mặc dù đôi khi các khu vực này rất giàu tài nguyên thiên nhiên, như dầu mỏ và urani. Gần đây, điều này đã bắt đầu thay đổi tại các khu vực như Alaska, miền cực bắc Nga và một vài nơi khác.
Mối đe dọa nghiêm trọng đối với các đài nguyên, đặc biệt là vùng đất băng giá vĩnh cửu, là sự ấm lên toàn cầu. Sự tan chảy của băng giá vĩnh cửu trong khu vực nói trên ở thang độ hàng chục năm hay hàng thế kỷ có thể thay đổi nhanh chóng số lượng các loài có thể sinh sống tại nơi đây.
Một e ngại khác là khoảng một phần ba lượng cacbon bị lưu giữ trong đất của thế giới nằm trong khu vực taiga và đài nguyên. Khi băng giá vĩnh cửu bị tan chảy, nó được giải phóng dưới dạng dioxide cacbon, một khí gây hiệu ứng nhà kính. Hiệu ứng này đã được quan sát tại Alaska. Trong thập niên 1970 thì đài nguyên là nơi chôn vùi cacbon, nhưng hiện nay, nó là nguồn cacbon.

## Đài nguyên Nam cực

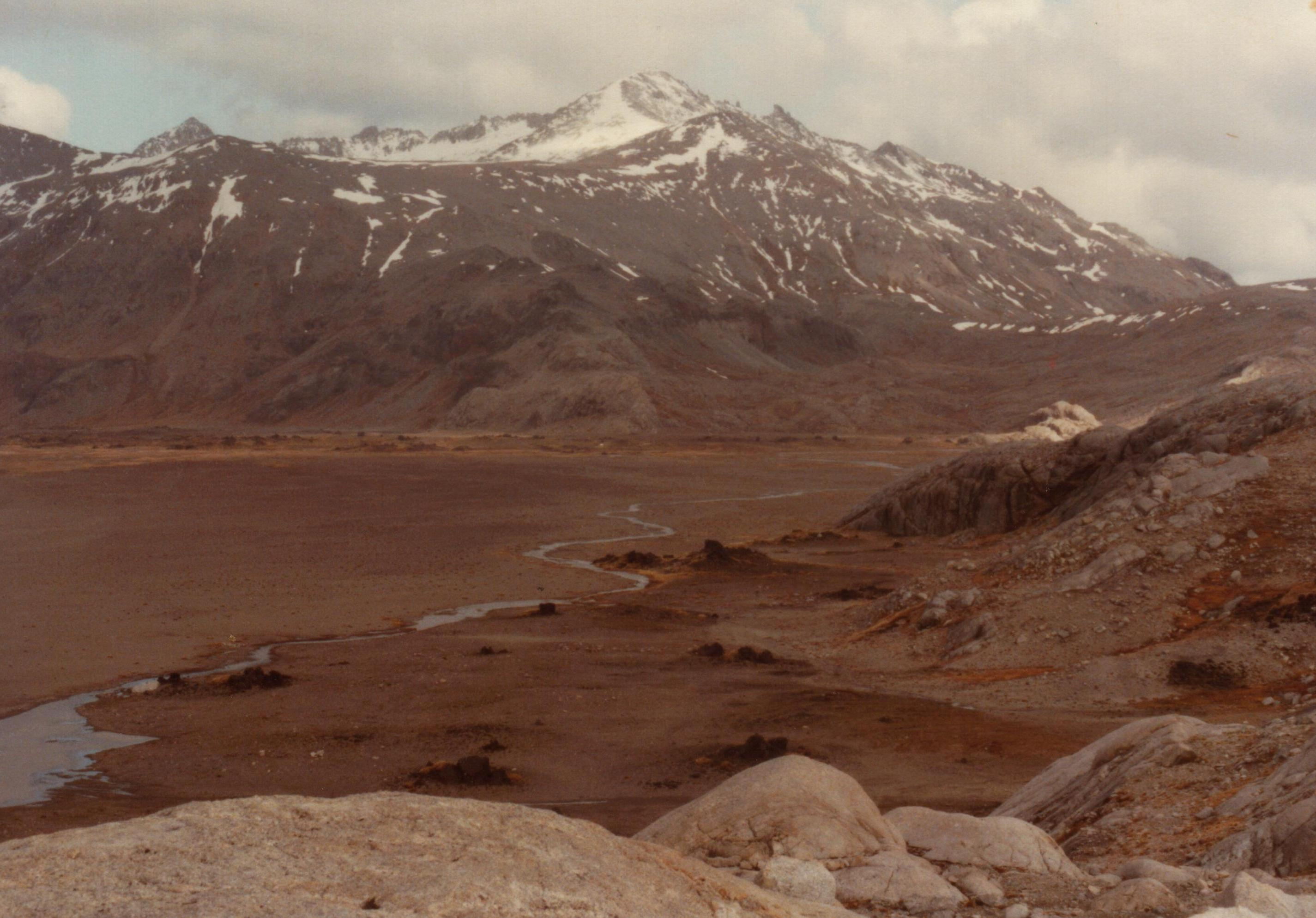
Đài nguyên tại bán đảo Rallier du Baty, quần đảo Kerguelen.

Đài nguyên Nam cực có trên châu Nam Cực và một vài đảo thuộc Nam cực và cận Nam cực, bao gồm quần đảo South Georgia và South Sandwich cũng như quần đảo Kerguelen. Châu Nam Cực là quá khô và quá lạnh để có thể hỗ trợ thảm thực vật nên phần lớn châu lục này bị che phủ bởi các đồng bằng băng. Tuy nhiên, một vài phần của châu lục, chủ yếu là bán đảo Nam Cực, có các khu vực đất đá hỗ trợ cho sự sống của thực vật. Quần thực vật hiện tại chủ yếu bao gồm khoảng 300–400 loài địa y, 100 loài rêu, 25 loài rêu tản và khoảng 700 loài tảo sống trên đất liền hay thủy sinh, sinh sống trong các khu vực có đất và đá lộ thiên quanh vùng bờ biển của châu lục này. Hai loài thực vật có hoa tại châu Nam Cực là cỏ lông Nam Cực (Deschampsia antarctica) và cỏ trân châu Nam Cực (Colobanthus quitensis), được tìm thấy tại khu vực phía bắc và tây của bán đảo Nam Cực.
Ngược lại với đài nguyên Bắc cực, đài nguyên Nam cực thiếu vắng quần thú lớn, chủ yếu là do sự cô lập về mặt tự nhiên của nó với các châu lục khác. Các loài động vật có vú và chim sống trên biển, như hải cẩu và chim cánh cụt, sinh sống trong các khu vực gần bờ biển, và một số loài thú nhỏ, như thỏ và mèo, được con người đưa tới đây, trong khu vực thuộc một vài đảo cận Nam cực. Khu vực sinh thái Antipodes Subantarctic Islands tundra (đài nguyên quần đảo cận Nam cực Antipodes) bao gồm quần đảo Bounty, quần đảo Auckland, quần đảo Antipodes, nhóm đảo Campbell và đảo Macquarie.
Quần động/thực vật của châu Nam Cực và các đảo Nam cực (phía nam 60° vĩ nam) được bảo vệ bởi Hiệp ước Nam cực.
Đài nguyên cũng có tại Tierra del Fuego và miền nam Argentina. Các loài thực vật và địa y đáng chú ý của đài nguyên này bao gồm Neuropogon aurantiaco, Azorella lycopodioides, Marsippospermum reichei, Nardophyllum bryoides, Bolax gummifera.

## Đài nguyên núi cao

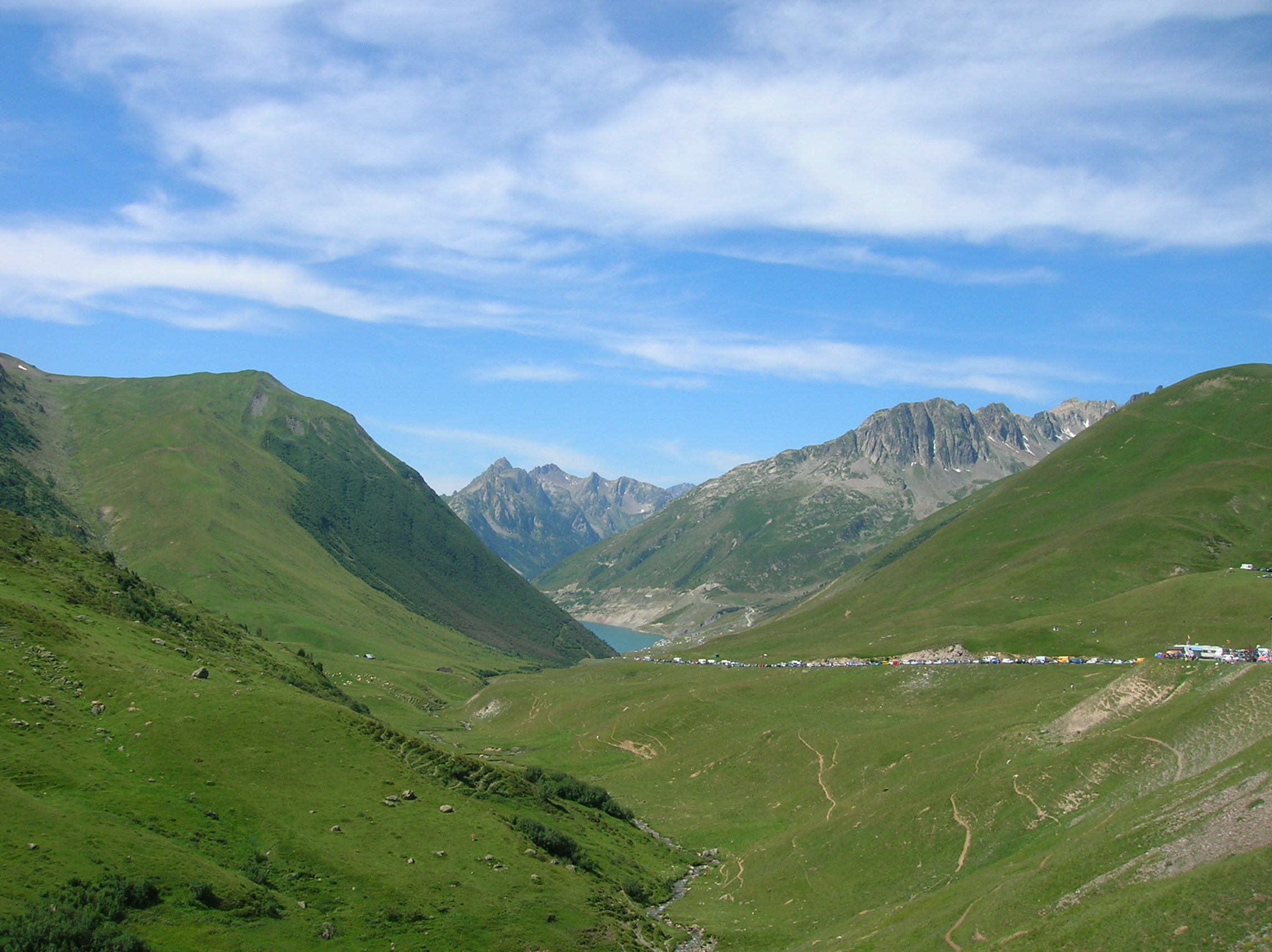
Lãnh nguyên gần Col de la Croix de Fer (Đèo thánh giá sắt) (en), 2067 m, là một con đèo cao trên dãy Alps của Pháp nối Le Bourg-d'Oisans và Saint-Jean-de-Maurienne.

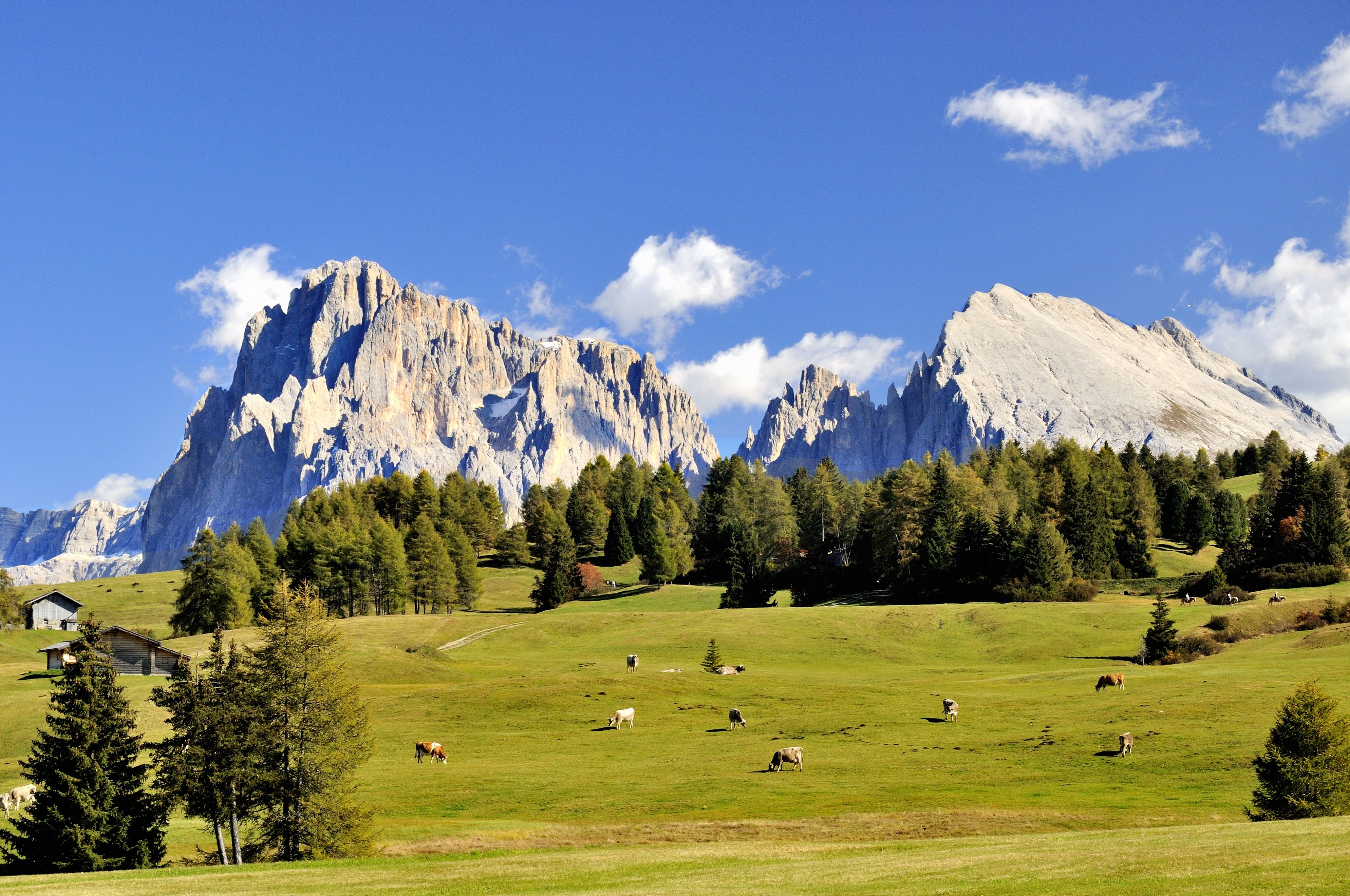
vùng Seiser Alm (tiếng Ý: Alpe di Siusi), vùng lãnh nguyên núi Anpơ ở Dolomites, Nam Tỉrol, Ý

Đài nguyên núi cao là một khu vực sinh thái không có cây gỗ vì độ cao lớn của nó. Đài nguyên núi cao xuất hiện ở các vùng đất đá miền núi có cao độ đủ lớn tại bất kỳ vĩ độ nào trên Trái Đất. Đài nguyên núi cao cũng không có cây gỗ, nhưng phần thấp hơn không bị băng giá vĩnh cửu và đất đai vùng núi cao này nói chung cũng tiêu nước tốt hơn so với đất đai bị băng giá vĩnh cửu. Sự chuyển tiếp từ đài nguyên núi cao xuống thành rừng cận núi cao phía dưới đới núi cao (đường cây thân gỗ); các rừng cằn cỗi tại ranh giới chuyển tiếp rừng-đài nguyên được biết đến như là Krummholz. Đài nguyên núi cao xuất hiện trong vùng núi cao.
Đài nguyên núi cao không được ánh xạ trực tiếp vào các khu vực sinh thái cụ thể nào của Quỹ Quốc tế Bảo vệ Thiên nhiên (WWF). Các phần của khu vực sinh thái đồng cỏ và vùng cây bụi miền núi bao gồm cả đài nguyên núi cao.
Do đài nguyên núi cao nằm trong các khu vực tách biệt rất xa nhau về mặt địa lý của thế giới nên không tồn tại khái niệm về loài động vật phổ biến cho mọi khu vực đài nguyên núi cao. 
Một vài loài động vật của các môi trường đài nguyên núi cao bao gồm vẹt Kea (Nestor notabilis), macmot (Marmota spp.), dê núi Bắc Mỹ (Oreamnos americanus), sóc sinsin (Chinchilla spp.) và thỏ chuột (Ochotona spp.).
Phần lớn của cao nguyên Thanh Tạng bao gồm các đài nguyên núi cao.

## Đài nguyên điển hình
Đài nguyên điển hình hay đài nguyên trung gian là kiểu đài nguyên trong phân loại của Nga, với thảm thực vật chủ yếu là rêu. Xung quanh các hồ cói-lác với hỗn hợp không lớn cây thân thảo đa tạp và cỏ. Cũng xuất hiện các loài liễu vùng cực thân bò và bạch dương lùn, che lấp bởi rêu. Ở phía nam là đài nguyên cây bụi, đặc biệt khác nhau rõ nét theo hướng kinh độ.

## Phân loại khí hậu
Khí hậu đài nguyên thông thường khớp với tiêu chí ET trong phân loại khí hậu Köppen, thể hiện khí hậu địa phương trong đó ít nhất 1 tháng có nhiệt độ trung bình cao đủ để tuyết tan chảy (0 °C hay 32 °F), nhưng không có tháng nào với nhiệt độ trung bình quá 10 °C (50 °F). Giới hạn lạnh mùa đông nói chung phù hợp với kiểu khí hậu EF của băng tuyết vĩnh cửu; giới hạn ấm nóng mùa hè nói chung tương ứng với giới hạn vùng cực hay giới hạn độ cao của cây gỗ, trong khi chúng phân chia thành các khí hậu cận cực có ký hiệu Dfd và Dwd (các mùa đông giới hạn tại các phần của Đông Siberi), Dfc điển hình tại Alaska, Canada, phần lãnh thổ Nga thuộc châu Âu, và Tây Siberi (các mùa đông lạnh với các tháng đóng băng), hay thậm chí Cfc (không có tháng nào lạnh hơn -3 °C như ở các phần thuộc Iceland và xa nhất về phía nam Nam Mỹ). Các khí hậu đài nguyên như các quy tắc này là cản trở cho thảm thực vật thân gỗ, nay cả khi mùa đông là tương đối ôn hòa theo các chuẩn mực vùng cực, như tại Iceland.